# Lynx Mountain
Lynx Mountain är ett berg i Kanada.   Det ligger på gränsen mellan Alberta och British Columbia, i den centrala delen av landet, 3 200 km väster om huvudstaden Ottawa. Toppen på Lynx Mountain är 3 192 meter över havet.
Terrängen runt Lynx Mountain är huvudsakligen bergig, men norrut är den kuperad.Trakten runt Lynx Mountain är nära nog obefolkad, med mindre än två invånare per kvadratkilometer.. Det finns inga samhällen i närheten. 
Trakten runt Lynx Mountain är permanent täckt av is och snö.